# Переможниці Відкритого чемпіонату США з тенісу в парному розряді
Список переможниць Відкритого чемпіонату США з тенісу в парному розряді.

## Переможниці

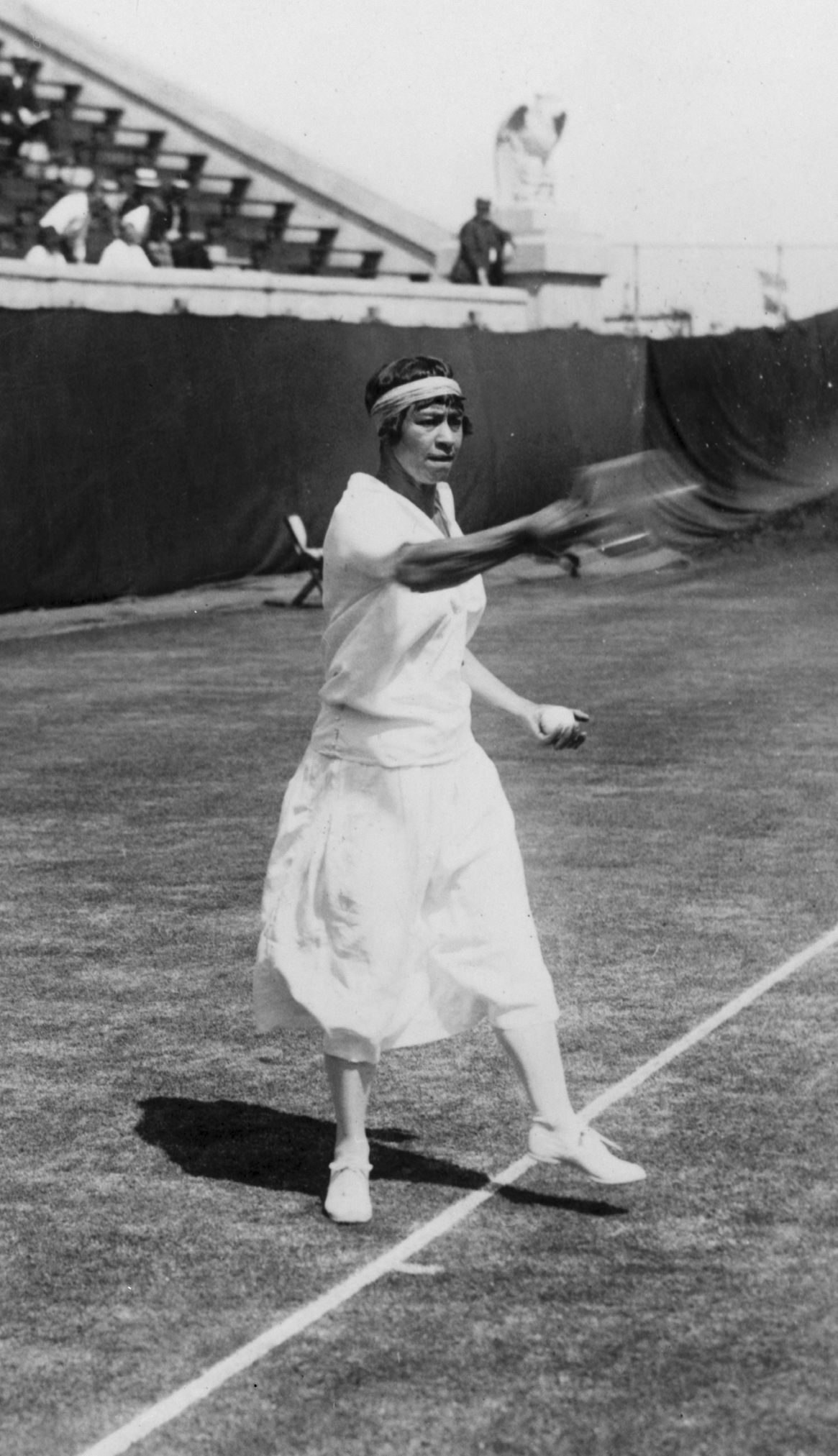
Молла Маллорі — перемагала в 1916 і 1917 роках у парі з Елеонорою Сірс

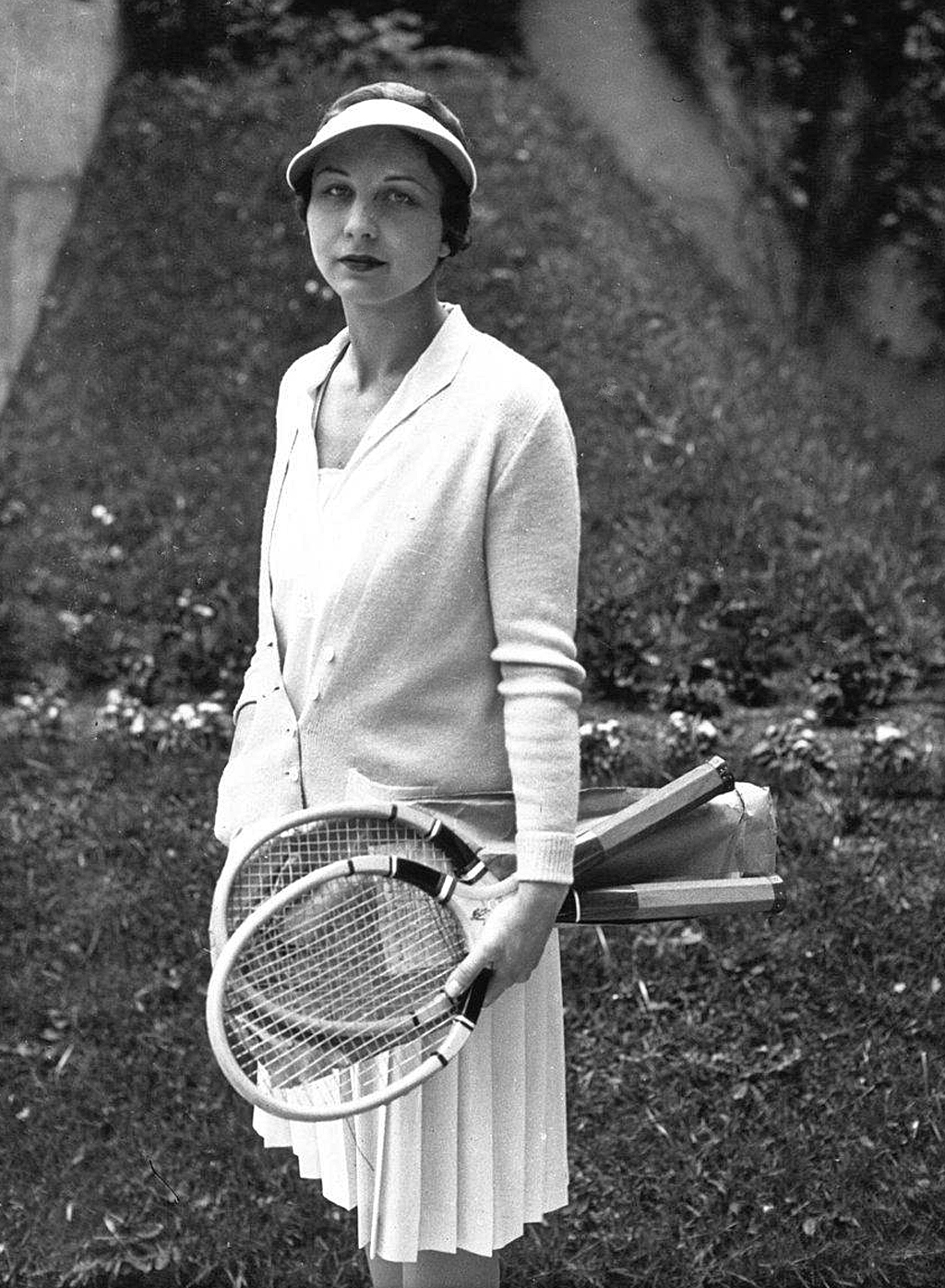
Гелен Віллс чотириразова переможниця у міжвоєнний період

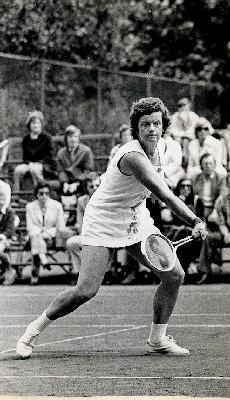
Нідерландська гравчиня Бетті Стеве перемогла в 1977 і 1979 роках

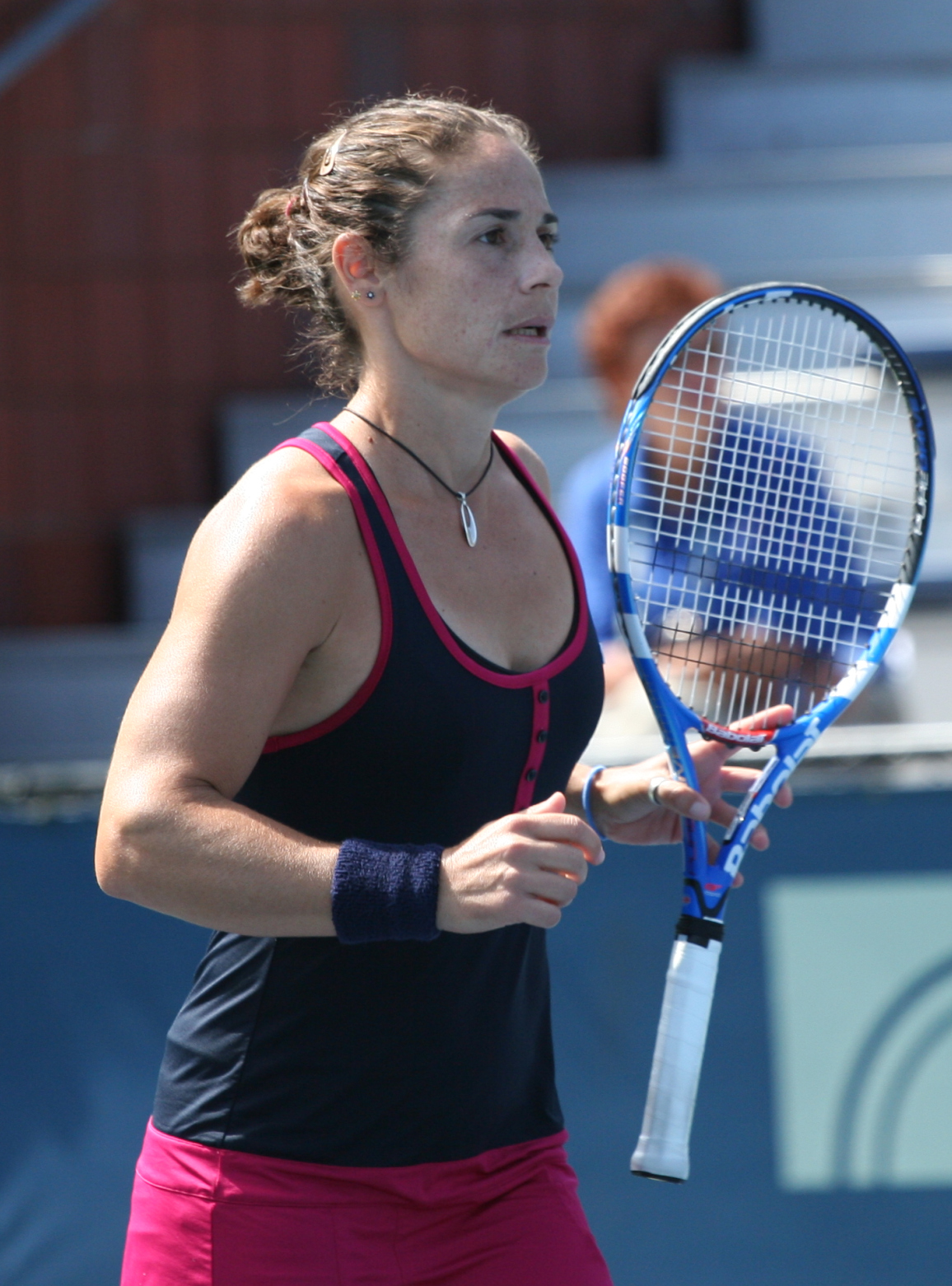
Вірхінія Руано Паскуаль — триразова переможниця

| Рік          | Champions                                 | Поразка                                   | Рахунок                 |
| ------------ | ----------------------------------------- | ----------------------------------------- | ----------------------- |
| 1889         | Берта Таунсенд Марґарет Баллард           | Меріен Райт Лаура Найт                    | 6–0, 6–2                |
| 1890         | Еллен Рузвелт Ґрейс Рузвелт               | Берта Таунсенд Марґарет Баллард           | 6–1, 6–2                |
| 1891         | Мейбл Кегілл Емма Лівіт-Морґан            | Еллен Рузвелт Ґрейс Рузвелт               | 2–6, 8–6, 6–4           |
| 1892         | Мейбл Кегілл Аделін Маккінлі              | Helen Day Harris Емі Вільямс              | 6–1, 6–3                |
| 1893         | Елін Террі Гаррієт Батлер                 | Оґаста Шульц Miss Stone                   | 6–4, 6–3                |
| 1894         | Гелен Гелвіґ Джульєтт Аткінсон            | Annabella C. Wistar Емі Вільямс           | 6–4, 8–6, 6–2           |
| 1895         | Гелен Гелвіґ Джульєтт Аткінсон            | Елізабет Мур Емі Вільямс                  | 6–2, 6–2, 12–10         |
| 1896         | Елізабет Мур Джульєтт Аткінсон            | Annabella C. Wistar Емі Вільямс           | 6–4, 7–5                |
| 1897         | Джульєтт Аткінсон Кетлін Аткінсон         | Mrs. F. Edwards Елізабет Расталл          | 6–2, 6–1, 6–1           |
| 1898         | Джульєтт Аткінсон Кетлін Аткінсон         | Марі Вімер Каррі Нілі                     | 6–1, 2–6, 4–6, 6–1, 6–2 |
| 1899         | Джейн Крейвен Міртл Макатір               | Мод Бенкс Елізабет Расталл                | 6–1, 6–1, 7–5           |
| 1900         | Едіт Паркер Галлі Шамплен                 | Марі Вімер Міртл Макатір                  | 9–7, 6–2, 6–2           |
| 1901         | Джульєтт Аткінсон Міртл Макатір           | Маріон Джонс-Фарквар Елізабет Мур         | default                 |
| 1902         | Джульєтт Аткінсон Маріон Джонс-Фарквар    | Мод Бенкс Nona Closterman                 | 6–2, 7–5                |
| 1903         | Елізабет Мур Каррі Нілі                   | Міріам Голл Маріон Джонс-Фарквар          | 6–4, 6–1, 6–1           |
| 1904         | Мей Саттон Міріам Голл                    | Елізабет Мур Каррі Нілі                   | 3–6, 6–3, 6–3           |
| 1905         | Гелен Гоманс Каррі Нілі                   | Marjorie Oberteuffer Virginia Maule       | 6–0, 6–1                |
| 1906         | Енн Бердетт-Коу Етель Блісс Платт         | Гелен Гоманс Clover Boldt                 | 6–4, 6–4                |
| 1907         | Марі Вімер Каррі Нілі                     | Една Вілді Natalie Wildey                 | 6–1, 2–6, 6–4           |
| 1908         | Евелін Сірс Марґарет Кертіс               | Каррі Нілі Miriam Steever                 | 6–3, 5–7, 9–7           |
| 1909         | Гейзел Гочкіс-Вайтмен Едіт Роч            | Дороті Ґрін Лоїс Моєс                     | 6–1, 6–1                |
| 1910         | Гейзел Гочкіс-Вайтмен Едіт Роч            | Adelaide Browning Една Вілді              | 6–4, 6–4                |
| 1911         | Гейзел Гочкіс-Вайтмен Елеонора Сірс       | Дороті Ґрін Флоренс Саттон                | 6–4, 4–6, 6–2           |
| 1912         | Дороті Ґрін Мері Браун                    | Мод Барджер-Воллек Mrs. Frederick Schmitz | 6–2, 5–7, 6–0           |
| 1913         | Мері Браун Луїс Рідделл Вільямс           | Дороті Ґрін Една Вілді                    | 12–10, 2–6, 6–3         |
| 1914         | Мері Браун Луїс Рідделл Вільямс           | Луїс Реймонд Една Вілді                   | 10–8, 6–2               |
| 1915         | Гейзел Гочкіс-Вайтмен Елеонора Сірс       | Гелен Гоманс Mrs. G. L. Chapman           | 10–8, 6–2               |
| 1916         | Молла Маллорі Елеонора Сірс               | Луїс Реймонд Една Вілді                   | 4–6, 6–2, 10–8          |
| 1917         | Молла Маллорі Елеонора Сірс               | Phyllis Walsh Grace Moore LeRoy           | 6–2, 6–4                |
| 1918         | Маріон Зіндерштайн Елінор Ґосс            | Молла Маллорі Anna Rogge                  | 7–5, 8–6                |
| 1919         | Маріон Зіндерштайн Елінор Ґосс            | Елеонора Сірс Гейзел Гочкіс-Вайтмен       | 10–8, 9–7               |
| 1920         | Маріон Зіндерштайн Елінор Ґосс            | Eleanor Tennant Helen Baker               | 6–3, 6–1                |
| 1921         | Мері Браун Луїс Рідделл Вільямс           | Helen Gilleaudeau Aletta Bailey Morris    | 6–3, 6–2                |
| 1922         | Маріон Зіндерштайн Гелен Віллс            | Едіт Сіґорні Молла Маллорі                | 6–4, 7–9, 6–3           |
| 1923         | Кетлін Маккейн-Годфрі Філліс Ковелл       | Гейзел Гочкіс-Вайтмен Елінор Ґосс         | 2–6, 6–2, 6–1           |
| 1924         | Гейзел Гочкіс-Вайтмен Гелен Віллс         | Елінор Ґосс Маріон Зіндерштайн            | 6–4, 6–3                |
| 1925         | Мері Браун Гелен Віллс                    | Мей Саттон Елізабет Раян                  | 6–4, 6–3                |
| 1926         | Елізабет Раян Елінор Ґосс                 | Мері Браун Шарлотт Чепін                  | 3–6, 6–4, 12–10         |
| 1927         | Кетлін Маккейн-Годфрі Ермінтруд Гарві     | Бетті Натголл Джоан Фрай                  | 6–1, 4–6, 6–4           |
| 1928         | Гейзел Гочкіс-Вайтмен Гелен Віллс         | Едіт Кросс Енн Макк'юн Гарпер             | 6–2, 6–2                |
| 1929         | Фебе Голкрофт-Вотсон Пеґґі Мічелл         | Філліс Ковелл Дороті Шеферд-Баррон        | 2–6, 6–3, 6–4           |
| 1930         | Бетті Натголл Сара Палфрі-Кук             | Едіт Кросс Енн Макк'юн Гарпер             | 3–6, 6–3, 7–5           |
| 1931         | Бетті Натголл Ейлін Беннетт-Віттінґстолл  | Гелен Джейкобс Dorothy Раунд              | 6–2, 6–4                |
| 1932         | Гелен Джейкобс Сара Палфрі-Кук            | Еліс Марбл Марджорі Моррілл               | 8–6, 6–1                |
| 1933         | Бетті Натголл Фреда Джеймс                | Гелен Віллс Елізабет Раян                 | default                 |
| 1934         | Гелен Джейкобс Сара Палфрі-Кук            | Каролін Бабкок Дороті Ендрюс              | 4–6, 6–3, 6–4           |
| 1935         | Гелен Джейкобс Сара Палфрі-Кук            | Каролін Бабкок Дороті Ендрюс              | 6–4, 6–2                |
| 1936         | Марджорі Ґладман Каролін Бабкок           | Гелен Джейкобс Сара Палфрі-Кук            | 9–7, 2–6, 6–4           |
| 1937         | Сара Палфрі-Кук Еліс Марбл                | Марджорі Ґладман Каролін Бабкок           | 7–5, 6–4                |
| 1938         | Сара Палфрі-Кук Еліс Марбл                | Сімонн Матьє Ядвіга Єнджейовська          | 6–8, 6–4, 6–3           |
| 1939         | Сара Палфрі-Кук Еліс Марбл                | Кей Стаммерс Фреда Джеймс                 | 7–5, 8–6                |
| 1940         | Сара Палфрі-Кук Еліс Марбл                | Дороті Чені Марджорі Ґладман              | 6–4, 6–3                |
| 1941         | Сара Палфрі-Кук Марґарет Осборн-Дюпон     | Дороті Чені Полін Бетц                    | 3–6, 6–1, 6–4           |
| 1942         | Луїз Браф Марґарет Осборн-Дюпон           | Полін Бетц Доріс Гарт                     | 2–6, 7–5, 6–0           |
| 1943         | Луїз Браф Марґарет Осборн-Дюпон           | Полін Бетц Доріс Гарт                     | 6–4, 6–3                |
| 1944         | Луїз Браф Марґарет Осборн-Дюпон           | Полін Бетц Доріс Гарт                     | 4–6, 6–4, 6–3           |
| 1945         | Луїз Браф Марґарет Осборн-Дюпон           | Полін Бетц Доріс Гарт                     | 6–3, 6–3                |
| 1946         | Луїз Браф Марґарет Осборн-Дюпон           | Мері Прентісс Патрісія Каннінґ-Тодд       | 6–1, 6–3                |
| 1947         | Луїз Браф Марґарет Осборн-Дюпон           | Доріс Гарт Патрісія Каннінґ-Тодд          | 5–7, 6–3, 7–5           |
| 1948         | Луїз Браф Марґарет Осборн-Дюпон           | Доріс Гарт Патрісія Каннінґ-Тодд          | 6–4, 8–10, 6–1          |
| 1949         | Луїз Браф Марґарет Осборн-Дюпон           | Доріс Гарт Ширлі Фра-Ірвін                | 6–4, 10–8               |
| 1950         | Луїз Браф Марґарет Осборн-Дюпон           | Доріс Гарт Ширлі Фра-Ірвін                | 6–2, 6–3                |
| 1951         | Доріс Гарт Ширлі Фра-Ірвін                | Ненсі Чаффі Патрісія Каннінґ-Тодд         | 6–4, 6–2                |
| 1952         | Доріс Гарт Ширлі Фра-Ірвін                | Луїз Браф Морін Конноллі                  | 10–8, 6–4               |
| 1953         | Доріс Гарт Ширлі Фра-Ірвін                | Луїз Браф Марґарет Осборн-Дюпон           | 6–2, 7–9, 9–7           |
| 1954         | Доріс Гарт Ширлі Фра-Ірвін                | Луїз Браф Марґарет Осборн-Дюпон           | 6–4, 6–4                |
| 1955         | Луїз Браф Марґарет Осборн-Дюпон           | Доріс Гарт Ширлі Фра-Ірвін                | 6–3, 1–6, 6–3           |
| 1956         | Луїз Браф Марґарет Осборн-Дюпон           | Бетті Розенквест Пратт Ширлі Фра-Ірвін    | 6–3, 6–0                |
| 1957         | Луїз Браф Марґарет Осборн-Дюпон           | Алтея Гібсон Дарлін Гард                  | 6–2, 7–5                |
| 1958         | Джінн Арт Дарлін Гард                     | Алтея Гібсон Марія Буено                  | 2–6, 6–3, 6–4           |
| 1959         | Джінн Арт Дарлін Гард                     | Марія Буено текст=Саллі Мур               | 6–2, 6–3                |
| 1960         | Марія Буено Дарлін Гард                   | Енн Джонс Дідре Катт                      | 6–1, 6–1                |
| 1961         | Дарлін Гард Леслі Тернер Боурі            | Едда Будінг Йола Рамірес                  | 6–4, 5–7, 6–0           |
| 1962         | Марія Буено Дарлін Гард                   | Біллі Джин Кінг Карен Гантце Сусман       | 4–6, 6–3, 6–2           |
| 1963         | Робін Ебберн Маргарет Корт                | Дарлін Гард Марія Буено                   | 4–6, 10–8, 6–3          |
| 1964         | Біллі Джин Кінг Карен Гантце Сусман       | Маргарет Корт Леслі Тернер Боурі          | 3–6, 6–2, 6–4           |
| 1965         | Керо Колдвелл-Гребнер Ненсі Річі          | Біллі Джин Кінг Карен Гантце Сусман       | 6–4, 6–4                |
| 1966         | Марія Буено Ненсі Річі                    | Біллі Джин Кінг Розмарі Касалс            | 6–3, 6–4                |
| 1967         | Розмарі Касалс Біллі Джин Кінг            | Мері-Енн Ейсел Донна Флойд                | 4–6, 6–3, 6–4           |
| ↓ Open Era ↓ |                                           |                                           |                         |
| 1968         | Марія Буено Маргарет Корт                 | Розмарі Касалс Біллі Джин Кінг            | 4–6, 9–7, 8–6           |
| 1969         | Франсуаз Дюрр Дарлін Гард                 | Маргарет Корт Вірджинія Вейд              | 0–6, 6–3, 6–4           |
| 1970         | Маргарет Корт Джуді Тегарт                | Розмарі Касалс Вірджинія Вейд             | 6–3, 6–4                |
| 1971         | Розмарі Касалс Джуді Тегарт               | Гейл Шанфро Франсуаз Дюрр                 | 6–3, 6–3                |
| 1972         | Франсуаз Дюрр Бетті Стеве                 | Маргарет Корт Вірджинія Вейд              | 6–3, 1–6, 6–3           |
| 1973         | Маргарет Корт Вірджинія Вейд              | Розмарі Касалс Біллі Джин Кінг            | 3–6, 6–3, 7–5           |
| 1974         | Розмарі Касалс Біллі Джин Кінг            | Франсуаз Дюрр Бетті Стеве                 | 7–6, 6–7, 6–4           |
| 1975         | Маргарет Корт Вірджинія Вейд              | Розмарі Касалс Біллі Джин Кінг            | 7–5, 2–6, 7–6           |
| 1976         | Лінкі Бошофф Ілана Клосс                  | Ольга Морозова Вірджинія Вейд             | 6–1, 6–4                |
| 1977         | Мартіна Навратілова Бетті Стеве           | Рене Річардс Бетті Енн Грабб Стюарт       | 6–1, 7–6                |
| 1978         | Біллі Джин Кінг Мартіна Навратілова       | Керрі Мелвілл Венді Тернбулл              | 7–6, 6–4                |
| 1979         | Бетті Стеве Венді Тернбулл                | Біллі Джин Кінг Мартіна Навратілова       | 6–4, 6–3                |
| 1980         | Біллі Джин Кінг Мартіна Навратілова       | Пем Шрайвер Бетті Стеве                   | 7–6, 7–5                |
| 1981         | Кеті Джордан Енн Сміт                     | Розмарі Касалс Венді Тернбулл             | 6–3, 6–3                |
| 1982         | Розмарі Касалс Венді Тернбулл             | Барбара Поттер Шерон Волш                 | 6–4, 6–4                |
| 1983         | Мартіна Навратілова Пем Шрайвер           | Розалін Феербенк Кенді Рейнолдс           | 6–7, 6–1, 6–3           |
| 1984         | Мартіна Навратілова Пем Шрайвер           | Енн Гоббс Венді Тернбулл                  | 6–2, 6–4                |
| 1985         | Клаудія Коде-Кільш Гелена Сукова          | Мартіна Навратілова Пем Шрайвер           | 6–7, 6–2, 6–3           |
| 1986         | Мартіна Навратілова Пем Шрайвер           | Гана Мандлікова Венді Тернбулл            | 6–4, 3–6, 6–3           |
| 1987         | Мартіна Навратілова Пем Шрайвер           | Кеті Джордан Елізабет Смайлі              | 5–7, 6–4, 6–2           |
| 1988         | Джиджі Фернандес Робін Вайт               | Патті Фендік Джилл Гетерінгтон            | 6–4, 6–1                |
| 1989         | Гана Мандлікова Мартіна Навратілова       | Мері Джо Фернандес Пем Шрайвер            | 5–7, 6–4, 6–4           |
| 1990         | Джиджі Фернандес Мартіна Навратілова      | Яна Новотна Гелена Сукова                 | 6–2, 6–4                |
| 1991         | Пем Шрайвер Наташа Звєрєва                | Яна Новотна Лариса Савченко-Нейланд       | 6–4, 4–6, 7–6           |
| 1992         | Джиджі Фернандес Наташа Звєрєва           | Яна Новотна Лариса Савченко-Нейланд       | 7–6, 6–1                |
| 1993         | Аранча Санчес Вікаріо Гелена Сукова       | Аманда Кетцер Інес Горрочатегі            | 6–4, 6–2                |
| 1994         | Яна Новотна Аранча Санчес Вікаріо         | Катарина Малеєва Робін Вайт               | 6–3, 6–3                |
| 1995         | Джиджі Фернандес Наташа Звєрєва           | Бренда Шульц-Маккарті Ренне Стаббс        | 7–5, 6–3                |
| 1996         | Джиджі Фернандес Наташа Звєрєва           | Яна Новотна Аранча Санчес Вікаріо         | 1–6, 6–1, 6–4           |
| 1997         | Ліндсі Девенпорт Яна Новотна              | Джиджі Фернандес Наташа Звєрєва           | 6–3, 6–4                |
| 1998         | Мартіна Хінгіс Яна Новотна                | Ліндсі Девенпорт Наташа Звєрєва           | 6–3, 6–3                |
| 1999         | Серена Вільямс Вінус Вільямс              | Чанда Рубін Сандрін Тестю                 | 4–6, 6–1, 6–4           |
| 2000         | Жулі Алар-Декюжі Суґіяма Ай               | Кара Блек Олена Лиховцева                 | 6–0, 1–6, 6–1           |
| 2001         | Ліза Реймонд Ренне Стаббс                 | Кімберлі По Наталі Тозья                  | 6–2, 5–7, 7–5           |
| 2002         | Вірхінія Руано Паскуаль Паола Суарес      | Олена Дементьєва Жанетта Гусарова         | 6–2, 6–1                |
| 2003         | Вірхінія Руано Паскуаль Паола Суарес      | Світлана Кузнецова Мартіна Навратілова    | 6–2, 6–2                |
| 2004         | Вірхінія Руано Паскуаль Паола Суарес      | Світлана Кузнецова Олена Лиховцева        | 6–4, 7–5                |
| 2005         | Ліза Реймонд Саманта Стосур               | Олена Дементьєва Флавія Пеннетта          | 6–2, 5–7, 6–3           |
| 2006         | Наталі Деші Віра Звонарьова               | Дінара Сафіна Катарина Среботнік          | 7–6, 7–5                |
| 2007         | Наталі Деші Дінара Сафіна                 | Латіша Чжань Чжуан Цзяжун                 | 6–4, 6–2                |
| 2008         | Кара Блек Лізель Губер                    | Ліза Реймонд Саманта Стосур               | 6–3, 7–6(8–6)           |
| 2009         | Серена Вільямс Вінус Вільямс              | Кара Блек Лізель Губер                    | 6–2, 6–2                |
| 2010         | Ваня Кінг Ярослава Шведова                | Лізель Губер Надія Петрова                | 2–6, 6–4, 7–6(7–4)      |
| 2011         | Лізель Губер Ліза Реймонд                 | Ваня Кінг Ярослава Шведова                | 4–6, 7–6(7–5), 7–6(7–3) |
| 2012         | Сара Еррані Роберта Вінчі                 | Андреа Сестіні Главачкова Луціє Градецька | 6–4, 6–2                |
| 2013         | Андреа Сестіні Главачкова Луціє Градецька | Ешлі Барті Кейсі Деллаква                 | 6–7(4–7), 6–1, 6–4      |
| 2014         | Катерина Макарова Олена Весніна           | Мартіна Хінгіс Флавія Пеннетта            | 2–6, 6–3, 6–2           |
| 2015         | Мартіна Хінгіс Саня Мірза                 | Кейсі Деллаква Ярослава Шведова           | 6–3, 6–3                |
| 2016         | Бетані Маттек-Сендс Луціє Шафарова        | Каролін Гарсія Крістіна Младенович        | 2–6, 7–6(7–5), 6–4      |
| 2017         | Латіша Чжань Мартіна Хінгіс               | Луціє Градецька Катержина Сінякова        | 6–3, 6–2                |
| 2018         | Ешлі Барті Коко Вандевей                  | Тімеа Бабош Крістіна Младенович           | 3–6, 7–6(7–2), 7–6(8–6) |
| 2019         | Елісе Мертенс Арина Соболенко             | Ешлі Барті Вікторія Азаренко              | 7-5, 7-5                |
| 2020         | Лаура Зігемунд Віра Звонарьова            | Ніколь Меліхар Сюй Їфань                  | 6-4, 6-4                |
| 2021         | Саманта Стосур Чжан Шуай                  | Коко Гофф Кейті Макнеллі                  | 6–3, 3–6, 6–3           |
| 2022         | Барбора Крейчикова Катержина Сінякова     | Кейті Макнеллі Тейлор Таунсенд            | 3–6, 7–5, 6–1           |
| 2023         | Габріела Дабровскі Ерін Рутліфф           | Лаура Зігемунд Віра Звонарьова            | 7–6(11–9), 6–3          |
| 2024         | Людмила Кіченок Альона Остапенко          | Крістіна Младенович Чжан Шуай             | 6–4, 6–3                |